# Римский собор (372)
Римский собор (лат. Concilium Romanum III sub Damaso) — церковный собор христианской церкви. Предположительно был проведён в 372 году в Риме при папе Дамасии I.
В соборе приняли участие 93 епископа. От церкви был отлучён арианин епископ Милана Авксентий Медиоланский. Также на соборе обсуждался вопрос об единосущии Святого духа.